# 타임스 스퀘어 타워
타임스 스퀘어 타워(영어: Times Square Tower)는 미국 뉴욕 타임스 스퀘어 7번지 41번가 서쪽에 위치한 47층, 726 피트 (221m)의 오피스 빌딩이다.